# サンカクヅル
サンカクヅル（三角蔓、学名: Vitis flexuosa）は、ブドウ科ブドウ属の落葉性つる植物である。別名、ギョウジャノミズ、アツバサンカクヅルともよばれる。山地に生え、葉は3角状卵形で毛がない。

## 名称
和名の「サンカクヅル」の由来は、葉が三角形に近いことから名付けられている。別名のギョウジャノミズは「行者の水」の意味で、山中で修行する僧（行者）が蔓を切り、その中の水でのどを潤したという伝説にちなむ。昔、山中で行者が峯道で水がないときに、このつるを切ってのどを潤したという。中国植物名は、葛藟葡萄（別名：葛藟、千崔藟、蕪、光葉葡萄）。

## 分布・生育地
日本の北海道、本州、四国、九州、南西諸島（奄美大島、西表島）、および朝鮮半島、台湾、中国の暖帯に分布する。山地や低地の林縁などに生える。

## 特徴

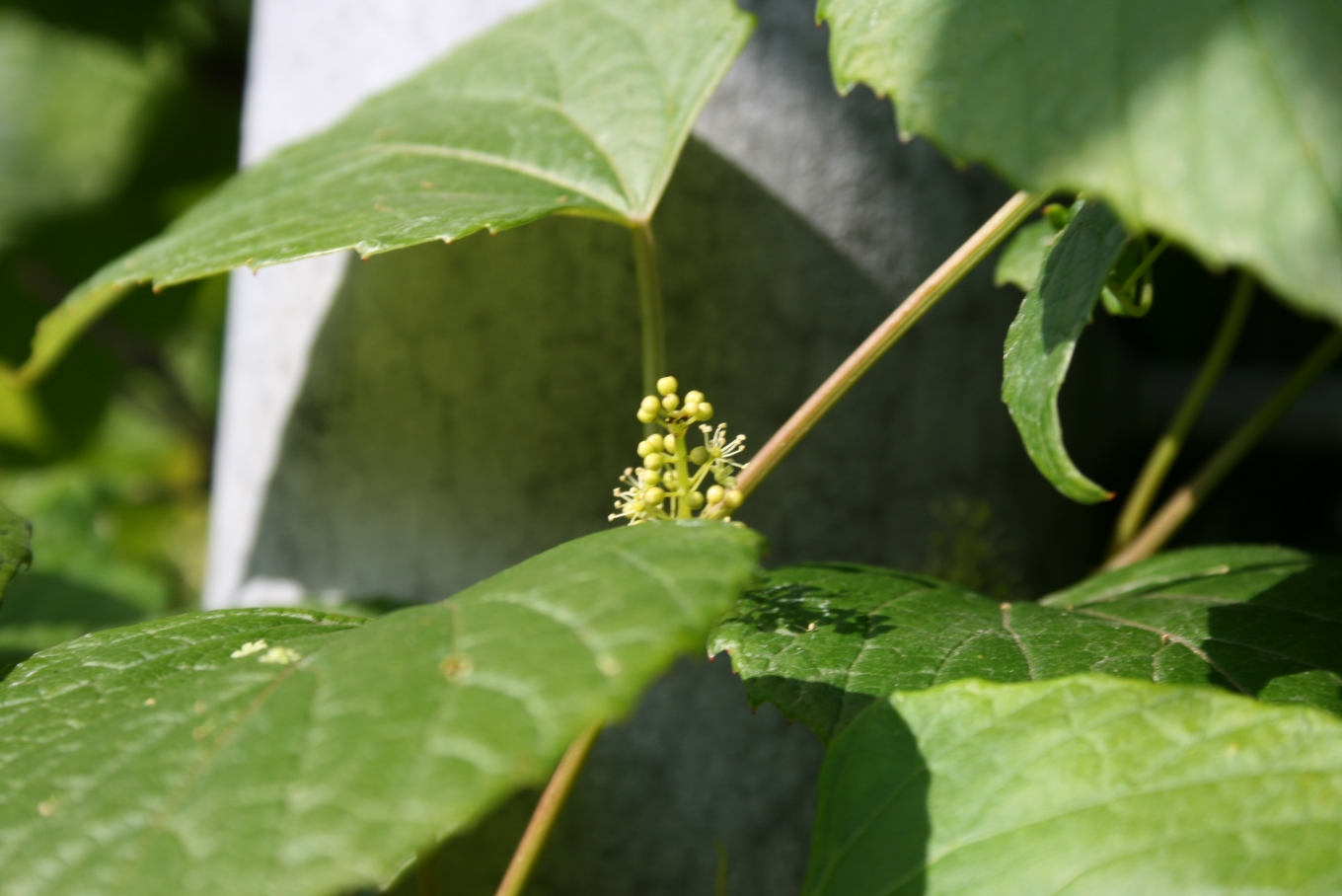
花序

山地に生えるつる性の落葉低木（夏緑藤本）。雌雄異株。枝は丸く無毛である。茎を切ると、切り口から水がしたたり落ちるほど水揚げが良い。
葉は長い柄がついて互生し、巻きひげと対生。葉身は長さ4 - 10センチメートル (cm) 、幅5 cmの三角形で、裂けないか、ごく浅く3つに裂ける。表面は無毛。葉縁は切れ込まないが、粗い鋸歯がある。晩秋になると、橙色から赤色に紅葉し、条件がよいと非常に鮮やかな赤色になる。
花期は初夏（5 - 6月ごろ）。葉に対生して長さ4 - 9 cmの円錐花序をつくり、多数集まって花を咲かせる。花序に巻きひげはない。果期は9 - 10月ごろ。果実は液果で、直径6 - 7ミリメートル (mm) ほどの球形で、未熟なときは翡翠色をしており、熟すとつやのある藍黒色になる。果実は甘くて食べられる。果実の種子数は2 - 4個。
種子は広倒卵形で、長さ4.8 mm。基部はくちばし状に尖り、側面は半広倒卵形でやや扁平、腹面方向へやや曲がる。背面には浅い溝があり、腹面の正中線は稜をなし、ときに隆条状である。種子は暗灰褐色で、光沢は弱い。

## 変種・品種
品種
- コバノサンカクヅル（学名: Vitis flexuosa f. parvifolia）[8]

変種
- ケサンカクヅル（学名: Vitis flexuosa var. rufotomentosa）[9]
- ウスゲサンカクヅル（学名: Vitis flexuosa var. tsukubana）[10]

## 食用
果実はエビヅルに似た味で甘酸っぱく、生食できる。皮と種子を一緒にしてジャムなどにも加工できる。また、焼酎に漬け込んでおくと、濃い鮮やかな紫色に染まった果実酒にできる。